# Athletic Club de Madrid 1923-1924
Questa voce raccoglie le informazioni riguardanti l'Athletic Club de Madrid, antico nome del Club Atlético de Madrid, nelle competizioni ufficiali della stagione 1923-1924.

## Stagione
Nella stagione 1923-1924 i colchoneros, allenati dall'inglese Vincent Hayes, terminarono il campionato Regional de Madrid al terzo posto. Non partecipò alla Coppa del Re.

## Maglie e sponsor
| Manica sinistra · Manica sinistra · Maglietta · Maglietta · Manica destra · Manica destra · Pantaloncini · Calzettoni |

## Rosa
| N. |                   | Ruolo | Calciatore               |
| -- | ----------------- | ----- | ------------------------ |
| -  | Spagna (bandiera) | P     | Javier Barroso           |
| -  | Spagna (bandiera) | D     | Pololo                   |
| -  | Spagna (bandiera) | D     | Alfonso Olaso Anabitarte |
| -  | Spagna (bandiera) | D     | Patarrieta               |
| -  | Spagna (bandiera) | C     | Ramón Amann              |
| -  | Spagna (bandiera) | C     | Juan Becerril            |
| -  | Spagna (bandiera) | C     | Domingo Burdiel          |
| -  | Spagna (bandiera) | C     | Jesús Olarreaga          |
| -  | Spagna (bandiera) | C     | Joaquín Ortiz            |

| N. |                   | Ruolo | Calciatore             |
| -- | ----------------- | ----- | ---------------------- |
| -  | Spagna (bandiera) | C     | Desiderio Fajardo      |
| -  | Spagna (bandiera) | C     | Quico Marín            |
| -  | Spagna (bandiera) | C     | Andrés Tuduri          |
| -  | Spagna (bandiera) | C     | Alfredo Suárez Prendes |
| -  | Spagna (bandiera) | C     | Felipe Uría            |
| -  | Spagna (bandiera) | C     | Carlos Urquijo         |
| -  | Spagna (bandiera) | A     | Luis Olaso Anabitarte  |
| -  | Spagna (bandiera) | A     | Ramón Triana           |
| -  | Spagna (bandiera) | A     | Antonio de Satrústegui |

## Statistiche

### Statistiche di squadra
| Competizione         | Punti | Totale | Totale | Totale | Totale | Totale | Totale | DR |
| Competizione         | Punti | G      | V      | N      | P      | Gf     | Gs     | DR |
| -------------------- | ----- | ------ | ------ | ------ | ------ | ------ | ------ | -- |
| Campionato Regionale | 8     | 8      | 4      | 0      | 4      | 12     | 11     | +1 |
| Totale               | 8     | 8      | 4      | 0      | 4      | 12     | 11     | +1 |